# Schizolachnus curvispinosus
Schizolachnus curvispinosus är en insektsart som beskrevs av Hottes, Essig och Frank Hall Knowlton 1954. Schizolachnus curvispinosus ingår i släktet Schizolachnus och familjen långrörsbladlöss. Inga underarter finns listade i Catalogue of Life.